# Maurice-Marie Dantand
Maurice-Marie Dantand, né le 30 janvier 1828 à Thonon-les-Bains et mort le 15 juillet 1909 dans la même ville, est un auteur savoyard.

## Biographie
Il fit des études de théologie à Turin et fut huissier préposé aux poids et mesures.
Ses deux œuvres principales sont le « Gardo », un recueil de légendes de Thonon et « l'Olympe disparu », une sorte d’épopée prophétique et visionnaire.

## Œuvres
- 1881, L'Olympe disparu, tome I
- 1886, L'Olympe disparu, tome II
- 1891, Gardo, soit Recueil d'histoires et légendes du pays de Thonon
- 1906, L'Olympe disparu, tome III